# Волда Озборн
Волда Озборн (енгл. Valda Osborn; Вембли, 17. септембар 1934 — Хоршам, 28. децембар 2022) је била британска клизачица у уметничком клизању. Године 1953. освојила је Европско првенство у појединачној категорији као и бронзану медаљу на Светском.

## Такмичарски резултати
| Догађај            | 1949 | 1950 | 1951 | 1952 | 1953 |
| ------------------ | ---- | ---- | ---- | ---- | ---- |
| Олимпијске игре    |      |      |      | 11   |      |
| Светско првенство  | 12   | 13   | 9    | 8    | 3    |
| Европско првенство | 9    |      | 4    | 5    | 1    |